# Aphrophora quadrinotata
Aphrophora quadrinotata is een halfvleugelig insect uit de familie Aphrophoridae. De wetenschappelijke naam van deze soort is voor het eerst geldig gepubliceerd in 1830 door Say.